# Henk Ebbinge
Henk Ebbinge (Groninga, 6 de marzo de 1949 - Groninga, 3 de enero de 2015) fue un futbolista neerlandés que jugaba en la demarcación de centrocampista. Fue el padre del también futbolista Arjan Ebbinge.

## Biografía
Debutó como futbolista con el VV Oosterparkers. Un año después, fichó por el SC Heerenveen, que jugaba en la Eerste Divisie, quedando en décima posición, y siendo eliminado en segunda ronda de la KNVB Cup por el Heracles Almelo. En 1974, el SC Veendam se hizo con sus servicios por dos años. Disputó dos temporadas más en la Eerste Divisie, quedando en posición decimonovena y octava posición. Finalmente, en 1976, fue traspasado al FC Groningen, donde acabó su carrera futbolística un año después.
Falleció el 3 de enero de 2015 a los 65 años de edad.

## Clubes
| Club             | País         | Año         |
| ---------------- | ------------ | ----------- |
| VV Oosterparkers | Países Bajos | 1971 - 1972 |
| SC Heerenveen    | Países Bajos | 1972 - 1973 |
| SC Veendam       | Países Bajos | 1974 - 1976 |
| FC Groningen     | Países Bajos | 1976 - 1977 |